# 巴爾肯冰川
76°23′S 145°10′W / 76.383°S 145.167°W
巴爾肯冰川（英語：Balchen Glacier）是南極洲的冰川，流經菲利普斯山脈和福斯迪克山脈，最終注入布洛克灣，該冰川在1929年12月5日由美國探險隊發現。